# Avenida Alfredo Benavides
La avenida Alfredo Benavides es una de las principales avenidas de la ciudad de Lima, capital del Perú. Se extiende de oeste a este en los distritos de Miraflores y Santiago de Surco a lo largo de 55 cuadras. En la intersección con la avenida Paseo de la República se ubica la estación Benavides del Metropolitano.

## Nombre
Existe la confusión de que el nombre de esta avenida se debe al presidente, Óscar R. Benavides, quien gobernó el Perú en dos ocasiones durante las primeras décadas del siglo XX; sin embargo, esta avenida se nombra en honor de otro Benavides, Alfredo Benavides Diez Canseco, quien fuera un primo lejano del presidente, además de diplomático y fundador del Comité Olímpico Peruano.

## Descripción
Es una avenida residencial compuesta principalmente por edificios de departamentos. La actividad comercial, si bien variada, se encuentra supeditada al carácter residencial de la vía pero presenta un considerable aumento. Asimismo, en la zona de la vía perteneciente al distrito de Miraflores y en las cercanías de la misma, se encuentran varios hoteles de cinco estrellas que conforman la oferta hotelera turística del Perú. Es una vía troncal del transporte público de la ciudad de Lima, lo que convierte su recorrido en uno lento; sin embargo, no llega a los niveles de contaminación ambiental y sonora de otras vías limeñas por el estilo.[cita requerida]

## Recorrido
Se inicia en la avenida Diagonal, justo donde también se inicia la bajada Balta, que dirige al circuito de playas de la Costa Verde. En su segunda cuadra, se encuentra el edificio de la Dirección Departamental Lima de la SUNAT. A partir de estas primeras cuadras, predominan edificios altos de departamentos y establecimientos comerciales que principalmente son establecimientos hoteleros, y de servicios de esparcimiento como gimnasios y casino. El cruce con la avenida José Larco, es una de las que tienen mayor movimiento económico en la ciudad. Aloja tanto una agencia del Interbank, como el edificio del hotel Estelar y el casino Atlantic City. Después, se ubica un supermercado Vivanda.
Tras la intersección con la avenida Paseo de la República, se encuentra el parque Reducto n.º 2, construido en el mismo emplazamiento donde se ubicó el Reducto N.º 2, que participó en la defensa de Lima durante la Batalla de Miraflores en la Guerra con Chile. Asimismo, empieza a disminuir el número de edificios.
El trayecto casi recto de la avenida se ve únicamente interrumpido por el óvalo Higuereta (también llamado Los Cabitos) en el que confluye también la avenida Tomás Marsano y es el punto final de la avenida Aviación, así como el inicio de la avenida Paseo La Castellana. Este óvalo, que cuenta con el doble by-pass subterráneo Los Cabitos (construido durante la segunda gestión del alcalde de Lima Ricardo Belmont Cassinelli e inaugurado en mayo de 1996 por su sucesor Alberto Andrade), sirve como punto limítrofe entre los distritos de Miraflores y Santiago de Surco. Además, en las inmediaciones de este óvalo, se encuentra la estación Cabitos de la línea 1 del Metro de Lima y Callao. 
En la cuadra 25, poco antes de ingresar al bypass, se ubicaba la pollería El Rancho, una de las primeras en Lima especializadas en el consumo del pollo a la brasa, fundada por el suizo Isidoro Steinmann en 1957 (8 años después de La Granja Azul, la primera pollería en el Perú), que además contaba con un enorme parque de diversiones infantil con cabañas donde se celebraban cumpleaños. Cerró en septiembre de 2008 debido al declive en sus ventas en la década del 2000. Actualmente dicho lugar ya no existe habiéndose construido un condominio de edificios de departamentos llamado El Nuevo Rancho. Asimismo, dicha zona también es denominada urbanización El Rancho.
En sus tramos finales se encuentra el Parque de la Amistad María Graña Ottone inaugurado el 25 de noviembre de 2001, donde se ubica una réplica del Arco Morisco que fuera donado por la colonia española que habitaba en el Perú, con motivo del centenario de la independencia del país. El arco original se encontraba en la primera cuadra de la avenida Leguía, hoy avenida Arequipa. Posteriormente, en este tramo, se encuentra el campus de la Universidad Ricardo Palma. 
Desemboca en el cruce con la carretera Panamericana Sur. Su trazo es continuado por la avenida La Grevillea, cuya trazo conecta a la avenida Alfredo Benavides con la vía de Pista Nueva.